# Бариляк Руслан Михайлович
Руслан Михайлович Бариляк (нар. 28 березня 1998, Комарно) — український футболіст, захисник.

## Життєпис
Вихованець клубу «Газовик-Хуртовина» (Комарно). З 2014 по 2015 рік виступав у ДЮФЛУ за ФК «Львів». Напередодні старту сезону 2015/16 років перейшов до представника української Прем'єр-ліги ФК «Олександрія». Через величезну конкуренцію в першій команді, шансу проявити себе не отримав. Виступав переважно за юніорську (U-19) команду «городян», за яку провів 21 матч. Також зіграв 1 поєдинок за молодіжну команду «Олександрії».
По завершенні сезону 2015/16 років залишив Олександрію та повернувся до «Львова», який стартував в аматорському чемпіонаті України. У цьому турнірі зіграв 18 матчів, ще 5 поєдинків провів в аматорському кубку України. На професіональному рівні дебютував у футболці «городян» 15 липня 2017 року в переможному (4:3) домашньому поєдинку 1-о туру групи А Другої ліги проти чернівецької «Буковини». Руслан вийшов на поле в стартовому складі та відіграв увесь матч, а на 88-й хвилині отримав жовту картку. Дебютним голом на професіональному рівні відзначився 5 листопада 2017 року на 69-й хвилині переможного (2:1) домашнього поєдинку 19-о туру групи А Другої ліги проти вінницької «Ниви». Бариляк вийшов на поле в стартовому складі та відіграв увесь матч. У сезоні 2017/18 років зіграв 25 матчів у Другій лізі, в яких відзначився 2-а голами. Окрім цього провів 5 матчів у кубку України. Зіграв 120 хвилин у програному (1:2) домашньому поєдинку кубку України проти «Дніпра-1».
У січні 2018 року відправився на перегляд у київське «Динамо», проте столичний гранд вирішив не залишати в себе захисника.